# Wybory samorządowe w Polsce w 2006 roku
Wybory samorządowe w Polsce w 2006 roku – zostały przeprowadzone 12 listopada (I tura). II tura (ponowne głosowanie w wyborach wójtów, burmistrzów i prezydentów miast) odbyła się 26 listopada.

## Zarządzenie wyborów
Wydając Rozporządzenie Prezesa Rady Ministrów z dnia 11 września 2006 r. w sprawie zarządzenia wyborów do rad gmin, rad powiatów i sejmików województw, Rady m.st. Warszawy i rad dzielnic m.st. Warszawy oraz wyborów wójtów, burmistrzów i prezydentów miast (Dz.U. z 2006 r. nr 162, poz. 1149 – z dnia 12 września 2006 r.), premier zarządził wybory na dzień 12 listopada 2006.

## Kalendarz wyborczy

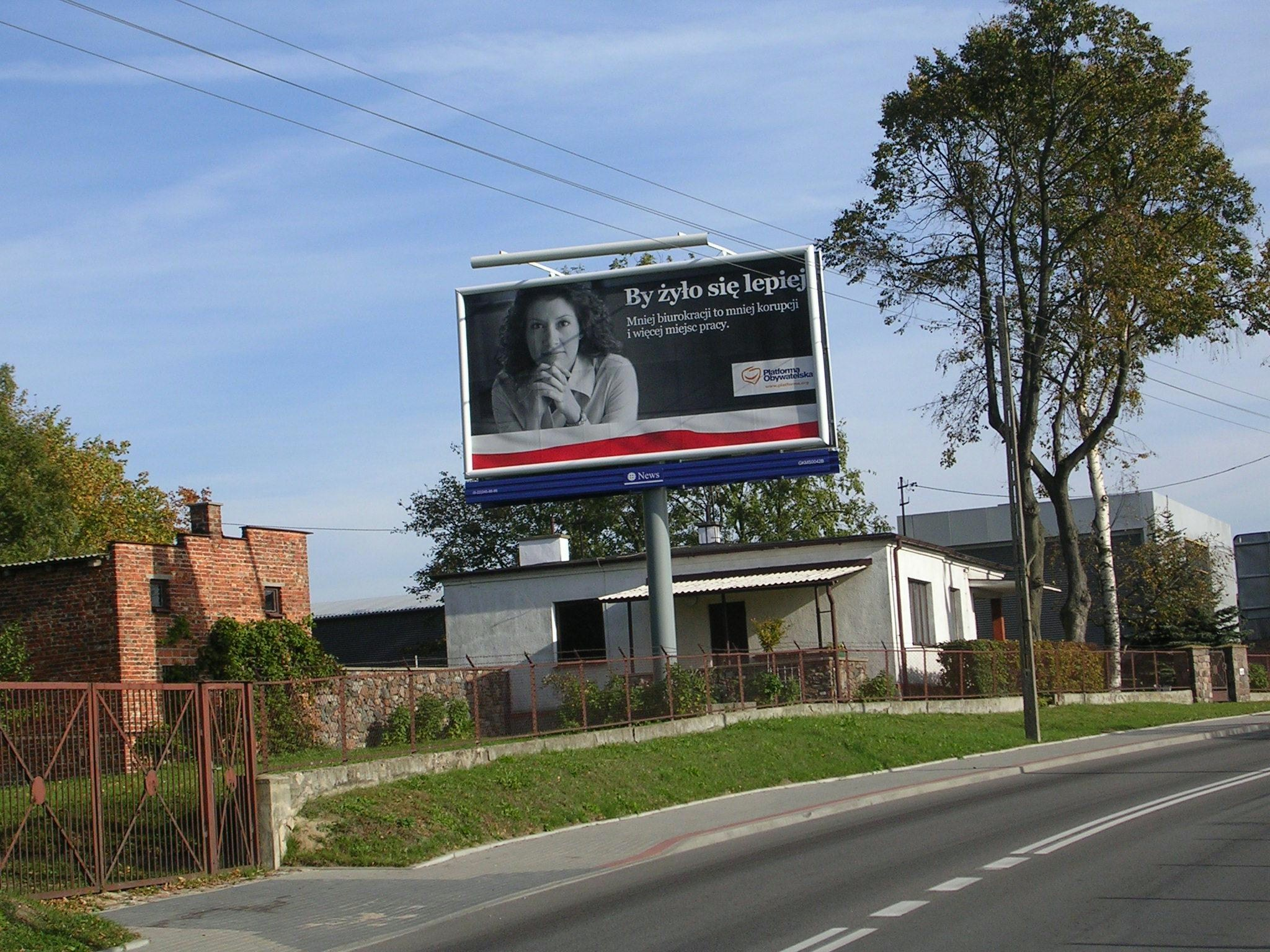
Kampania wyborcza

- 11 września 2006 – premier Jarosław Kaczyński rozpisał wybory samorządowe na 12 listopada 2006, określając jednocześnie kalendarz wyborczy
- 23 września 2006 – ostatni dzień terminowego rozplakatowania obwieszczeń o okręgach wyborczych, ich granicach i numerach oraz liczbie radnych wybieranych w okręgu wyborczym i siedzibach terytorialnych komisji wyborczych
- 25 września 2006 – ostatni dzień zawiadomienia o utworzeniu komitetu wyborczego przez partie polityczne, koalicyjne komitety wyborcze, stowarzyszenia i organizacje społeczne oraz wyborców
- 25 września 2006 – ostatni dzień zgłaszania kandydatów do terytorialnych komisji wyborczych
- 28 września 2006 – ostatni dzień powołania przez komisarzy wyborczych terytorialnych (wojewódzkich, powiatowych, gminnych) komisji wyborczych
- 8 października 2006 – ostatni dzień na utworzenie obwodów głosowania
- 13 października 2006 – ostatni dzień zgłaszania list kandydatów na radnych; terytorialne komisje wyborcze zarejestrowały ponad 250 tys. kandydatów
- 13 października 2006 – ostatni dzień zgłaszania kandydatów do obwodowych komisji wyborczych
- 18 października 2006 – ostatni dzień zgłaszania kandydatów na wójta, burmistrza i prezydenta miasta
- 18 października 2006 – ostatni dzień zgłaszania umów o utworzeniu grupy list kandydatów na radnych
- 22 października 2006 – ostatni dzień rozplakatowania obwieszczenia o obwodach głosowania i siedzibach obwodowych komisji wyborczych
- 22 października 2006 – ostatni dzień do powołania obwodowych komisji wyborczych
- 11 listopada 2006, godz. 00:00 – koniec kampanii wyborczej, początek ciszy wyborczej
- 12 listopada 2006 – głosowanie
- 26 listopada 2006 – II tura wyborów wójtów, burmistrzów i prezydentów miast

## Regulacje prawne

### Wybory do rad gmin i powiatów oraz do sejmików wojewódzkich
Zasady przeprowadzania wyborów do rad regulują przepisy ustawy z dnia 16 lipca 1998 r. – Ordynacja wyborcza do rad gmin, rad powiatów i sejmików województw (tekst jednolity: Dz.U. z 2003 r. nr 159, poz. 1547, z późn. zm.).

### Wybory wójtów, burmistrzów, prezydentów miast
Wybory te są regulowane przez ustawę z dnia 20 czerwca 2002 r. o bezpośrednim wyborze wójta, burmistrza i prezydenta miasta (Dz.U. z 2002 r. nr 113, poz. 984, z późn. zm.).

### Uczestnictwo w wyborach obywateli Unii Europejskiej innych niż obywatele RP
Według dyrektywy Rady Unii Europejskiej 94/80/WE z dnia 19 grudnia 1994 r. oraz ustawy z dnia 20 kwietnia 2004 r. (Dz.U. z 2004 r. nr 102, poz. 1055, art. 1 pkt 3) po raz pierwszy prawo do głosu w wyborach do rad gmin (w Warszawie również dzielnic) oraz w wyborach bezpośrednich wójtów, burmistrzów, prezydentów miast przysługuje również obywatelowi innego niż Polska państwa członkowskiego Unii Europejskiej, który najpóźniej w dniu głosowania kończy 18 lat, stale zamieszkuje na obszarze działania gminy, oraz który został wpisany do prowadzonego w tej gminie stałego rejestru wyborców członkowskich Unii Europejskiej.

## Numery list wyborczych

### Lista ogólnopolska
| Numer listy | Komitet wyborczy                    | Liczba radnych w skali kraju |
| ----------- | ----------------------------------- | ---------------------------- |
| 1           | Polskie Stronnictwo Ludowe          | 4840                         |
| 2           | Liga Polskich Rodzin                | 304                          |
| 3           | Krajowa Partia Emerytów i Rencistów | 7                            |
| 4           | Prawo i Sprawiedliwość              | 4491                         |
| 5           | Platforma Obywatelska               | 2749                         |
| 6           | Lewica i Demokraci                  | 1889                         |
| 7           | Samoobrona Rzeczpospolitej Polskiej | 1116                         |

## Wyniki wyborów

### Frekwencja cząstkowa

#### I tura – 12 listopada
- Do godz. 12:00 – 14,61%
- Do godz. 16:30 – 34,13%

#### II tura – 26 listopada
- Do godz. 12:00 – 12,44%
- Do godz. 16:30 – 28,81%

### Frekwencja końcowa
|                      | 12 listopada | 26 listopada |
| -------------------- | ------------ | ------------ |
| Liczba obwodów       | 33 362       | 11 385       |
| Liczba wyborców      | 29 877 983   | 14 643 543   |
| Liczba kart wydanych | 13 742 032   | 5 812 667    |
| Frekwencja           | 45,99%       | 39,69%       |

### Wybory wójtów, burmistrzów i prezydentów miast

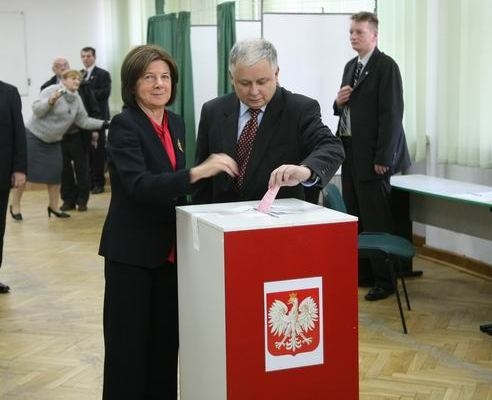
Głos w Warszawie oddaje para prezydencka

| Komitet wyborczy                    | Liczba wybranych | prezydenci miast | burmistrzowie | wójtowie | % wybranych |
| ----------------------------------- | ---------------- | ---------------- | ------------- | -------- | ----------- |
| Polskie Stronnictwo Ludowe          | 253              | 0                | 7             | 246      | 10,28%      |
| Prawo i Sprawiedliwość              | 77               | 10               | 21            | 46       | 3,13%       |
| Platforma Obywatelska               | 46               | 10               | 25            | 11       | 1,87%       |
| Lewica i Demokraci                  | 42               | 7                | 9             | 26       | 1,71%       |
| Samoobrona Rzeczpospolitej Polskiej | 25               | 0                | 0             | 25       | 1,02%       |
| Liga Polskich Rodzin                | 3                |                  |               | 3        | 0,12%       |
| Pozostałe                           | 2014             |                  |               |          | 81,87%      |
| Suma                                | 2460             |                  |               |          | 100,00%     |

Źródło: Państwowa Komisja Wyborcza: Wykaz wybranych wójtów, burmistrzów i prezydentów miast. Głosowanie 12 listopada 2006 r. oraz 26 listopada 2006 r.

### Sejmiki województw

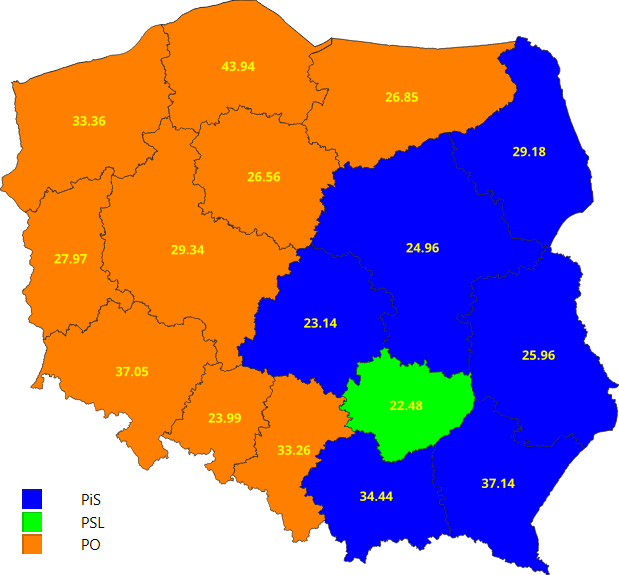
Zwycięskie komitety w województwach

Koalicje w sejmikach

W wyborach do sejmików województw frekwencja wyniosła 45,91% uprawnionych do głosowania. Oddano 12,70% głosów nieważnych. Wszystkich głosów oddano łącznie 13 851 401.

#### Wyniki głosowania
Wszystkie dane wyrażono w procentach.
| Sejmik             | PO          | PiS   | LiD   | PSL   | SRP  | LPR  | KPEiR | Regionalne z mandat. | Inne  |      |
| ------------------ | ----------- | ----- | ----- | ----- | ---- | ---- | ----- | -------------------- | ----- | ---- |
| Sejmik             | dolnośląski | 37,05 | 23,85 | 14,91 | 6,88 | 6,41 | 4,00  | 2,91                 | –     | 3,99 |
| kujawsko-pomorski  | 26,56       | 21,84 | 20,19 | 12,13 | 7,79 | 3,86 | 4,04  | –                    | 3,58  |      |
| lubelski           | 15,93       | 25,96 | 12,03 | 22,60 | 9,03 | 6,57 | 2,48  | –                    | 5,40  |      |
| lubuski            | 27,97       | 21,38 | 23,95 | 10,24 | 5,53 | 4,42 | 3,77  | –                    | 2,74  |      |
| łódzki             | 21,57       | 23,14 | 15,44 | 15,47 | 6,81 | 4,34 | 3,07  | –                    | 10,16 |      |
| małopolski         | 30,78       | 34,44 | 9,79  | 8,32  | 3,85 | 6,18 | 3,50  | –                    | 3,13  |      |
| mazowiecki         | 24,47       | 24,96 | 12,68 | 19,59 | 2,58 | 5,98 | 2,22  | –                    | 7,52  |      |
| opolski            | 23,99       | 19,03 | 12,95 | 9,55  | 4,40 | 3,36 | 2,86  | 17,301               | 6,56  |      |
| podkarpacki        | 15,76       | 37,14 | 9,95  | 19,61 | 5,30 | 6,12 | 2,55  | –                    | 3,56  |      |
| podlaski           | 18,67       | 29,18 | 13,16 | 12,84 | 7,16 | 4,83 | 2,60  | –                    | 11,56 |      |
| pomorski           | 43,94       | 23,88 | 10,50 | 5,75  | 5,79 | 3,60 | 3,83  | –                    | 2,71  |      |
| śląski             | 33,26       | 25,01 | 15,29 | 5,20  | 3,96 | 3,47 | 3,59  | –                    | 10,23 |      |
| świętokrzyski      | 13,06       | 21,76 | 15,26 | 22,48 | 8,13 | 3,80 | 2,35  | 9,252                | 3,91  |      |
| warmińsko-mazurski | 26,85       | 20,15 | 15,09 | 16,67 | 8,70 | 3,57 | 1,97  | –                    | 5,64  |      |
| wielkopolski       | 29,34       | 20,22 | 18,22 | 13,32 | 4,91 | 3,88 | 3,14  | –                    | 6,97  |      |
| zachodniopomorski  | 33,36       | 20,82 | 18,45 | 9,51  | 7,56 | 4,71 | 2,43  | –                    | 3,16  |      |
| Polska             | 27,35       | 25,12 | 14,36 | 13,09 | 5,55 | 4,71 | 2,97  | 0,75                 | 6,86  |      |

Objaśnienia:
1 KW Mniejszość Niemiecka,
2 KWW Porozumienie Samorządowe W. Lubawski.

#### Podział mandatów
Źródło: Państwowa Komisja Wyborcza [dostęp 18 czerwca 2015].
| Sejmik             | PO          | PiS | PSL | LiD | SRP | LPR | MN | PS | Razem |   |    |
| ------------------ | ----------- | --- | --- | --- | --- | --- | -- | -- | ----- | - | -- |
| Sejmik             | dolnośląski | 16  | 10  | 3   | 4   | 3   | –  | –  | Razem | – | 36 |
| kujawsko-pomorski  | 11          | 8   | 4   | 6   | 4   | –   | –  | –  | 33    |   |    |
| lubelski           | 6           | 11  | 8   | 3   | 4   | 1   | –  | –  | 33    |   |    |
| lubuski            | 10          | 8   | 3   | 6   | 3   | –   | –  | –  | 30    |   |    |
| łódzki             | 10          | 12  | 6   | 4   | 4   | –   | –  | –  | 36    |   |    |
| małopolski         | 13          | 16  | 4   | 2   | –   | 4   | –  | –  | 39    |   |    |
| mazowiecki         | 17          | 14  | 12  | 4   | –   | 4   | –  | –  | 51    |   |    |
| opolski            | 8           | 8   | 3   | 4   | –   | –   | 7  | –  | 30    |   |    |
| podkarpacki        | 7           | 15  | 7   | 1   | 1   | 2   | –  | –  | 33    |   |    |
| podlaski           | 7           | 11  | 5   | 3   | 4   | –   | –  | –  | 30    |   |    |
| pomorski           | 18          | 9   | 2   | 1   | 3   | –   | –  | –  | 33    |   |    |
| śląski             | 21          | 16  | 3   | 8   | –   | –   | –  | –  | 48    |   |    |
| świętokrzyski      | 5           | 7   | 8   | 5   | 4   | –   | –  | 1  | 30    |   |    |
| warmińsko-mazurski | 10          | 6   | 7   | 3   | 4   | –   | –  | –  | 30    |   |    |
| wielkopolski       | 15          | 12  | 5   | 7   | –   | –   | –  | –  | 39    |   |    |
| zachodniopomorski  | 12          | 7   | 3   | 5   | 3   | –   | –  | –  | 30    |   |    |
| Polska             | 186         | 170 | 83  | 66  | 37  | 11  | 7  | 1  | 561   |   |    |

### Rady powiatów
| Komitet wyborczy                    | Liczba mandatów | % mandatów |
| ----------------------------------- | --------------- | ---------- |
| Prawo i Sprawiedliwość              | 1242            | 19,76%     |
| Polskie Stronnictwo Ludowe          | 867             | 13,80%     |
| Platforma Obywatelska               | 779             | 12,40%     |
| Lewica i Demokraci                  | 468             | 7,45%      |
| Samoobrona Rzeczpospolitej Polskiej | 212             | 3,37%      |
| Liga Polskich Rodzin                | 67              | 1,07%      |
| Krajowa Partia Emerytów i Rencistów | 2               | 0,03%      |
| Pozostałe                           | 2647            | 42,12%     |
| Suma                                | 6284            | 100,00%    |

### Rady gmin
Statystyka obejmuje dane na temat radnych gmin, radnych miast na prawach powiatu oraz radnych dzielnic Warszawy:
| Komitet wyborczy                    | Liczba mandatów | % mandatów |
| ----------------------------------- | --------------- | ---------- |
| Polskie Stronnictwo Ludowe          | 3890            | 9,74%      |
| Prawo i Sprawiedliwość              | 3079            | 7,71%      |
| Platforma Obywatelska               | 1784            | 4,47%      |
| Lewica i Demokraci                  | 1357            | 3,40%      |
| Samoobrona Rzeczpospolitej Polskiej | 867             | 2,17%      |
| Liga Polskich Rodzin                | 236             | 0,59%      |
| Krajowa Partia Emerytów i Rencistów | 5               | 0,01%      |
| Pozostałe                           | 28 726          | 71,92%     |
| Suma                                | 39 944          | 100,00%    |